# Schobüll
Schobüll (dänisch: Skobøl, friesisch: Schööbel) ist ein Stadtteil von Husum im Kreis Nordfriesland in Schleswig-Holstein. Der Ortsteil hat etwa 1600 Einwohner auf einer Fläche von 7,8 km². Er liegt rund 4 km vom Stadtkern entfernt und ist ein anerkannter Luftkurort.

## Geografie

### Geografische Lage

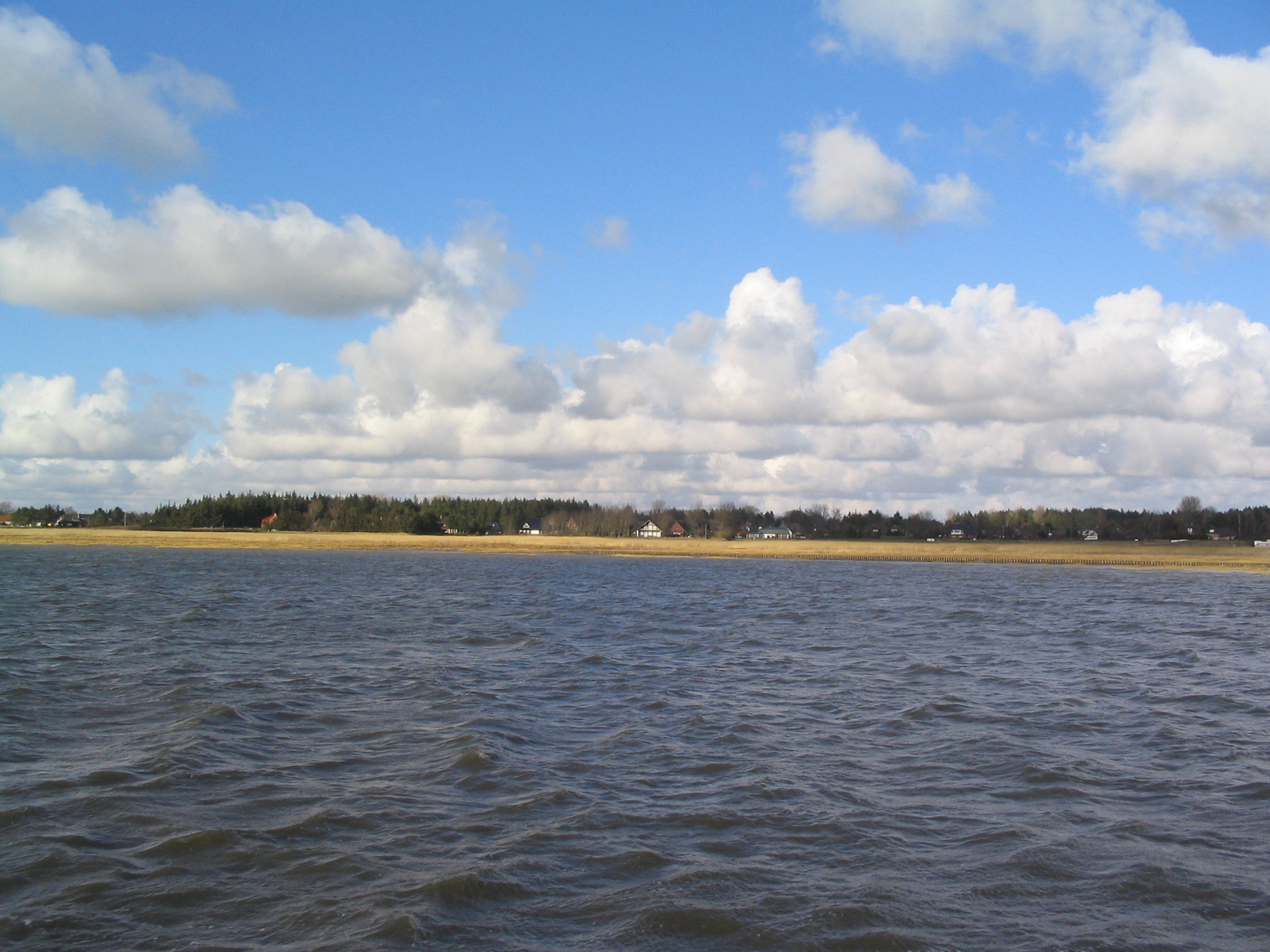
Schobüll mit der deichfreien Küste vom Meer aus

Der Ortsteil Schobüll erstreckt sich im Nordwesten des Husumer Stadtgebiets entlang der Brandungszone der nördlich der Hever gelegenen Wattfläche im Nordfriesischen Wattenmeer südlich des Nordstrander Damms auf dem hier direkt angrenzenden Altmoränenbereich der Schleswigschen Geest. Die dörfliche Struktur ist nach Südosten hin durch die angrenzende offengehaltene Siedlungsstruktur in Richtung des benachbarten Ortsteils Hockensbüll klar abzutrennen, wohingegen der Übergang zur nordwestlich gelegenen Wohnsiedlung Halebüll bereits zu einem Bereich verschmolzen ist. Im Ostteil des Ortes erhebt sich eine bewaldete Altmoräne, das Naherholungsgebiet Schobüller Wald um den auf bis zu 30,7 Meter über NHN ansteigenden Schobüller Berg.
In Schobüll befindet sich der einzige Abschnitt der schleswig-holsteinischen Festlandküste, an dem die Geest direkt ins Wattenmeerbecken der westlich vorgelagerten Nordsee herabgleitet. Es ist folglich auch einer der wenigen Orte an der Nordsee, die bisher noch nicht durch eine vorgelagerte Deichlinie geschützt werden musste.

### Ehemalige Gemeindegliederung
Halebüll (dänisch: Halebøl, friesisch: Hälbel), Hockensbüll (dänisch: Hokkensbøl, friesisch: Hukensbel), Kronenburg, Lund und Porrenkoog waren weitere Ortsteile der bis 2006 selbständigen Gemeinde Schobüll. Diese wurde zuletzt vom Amt Hattstedt verwaltet.

## Geschichte

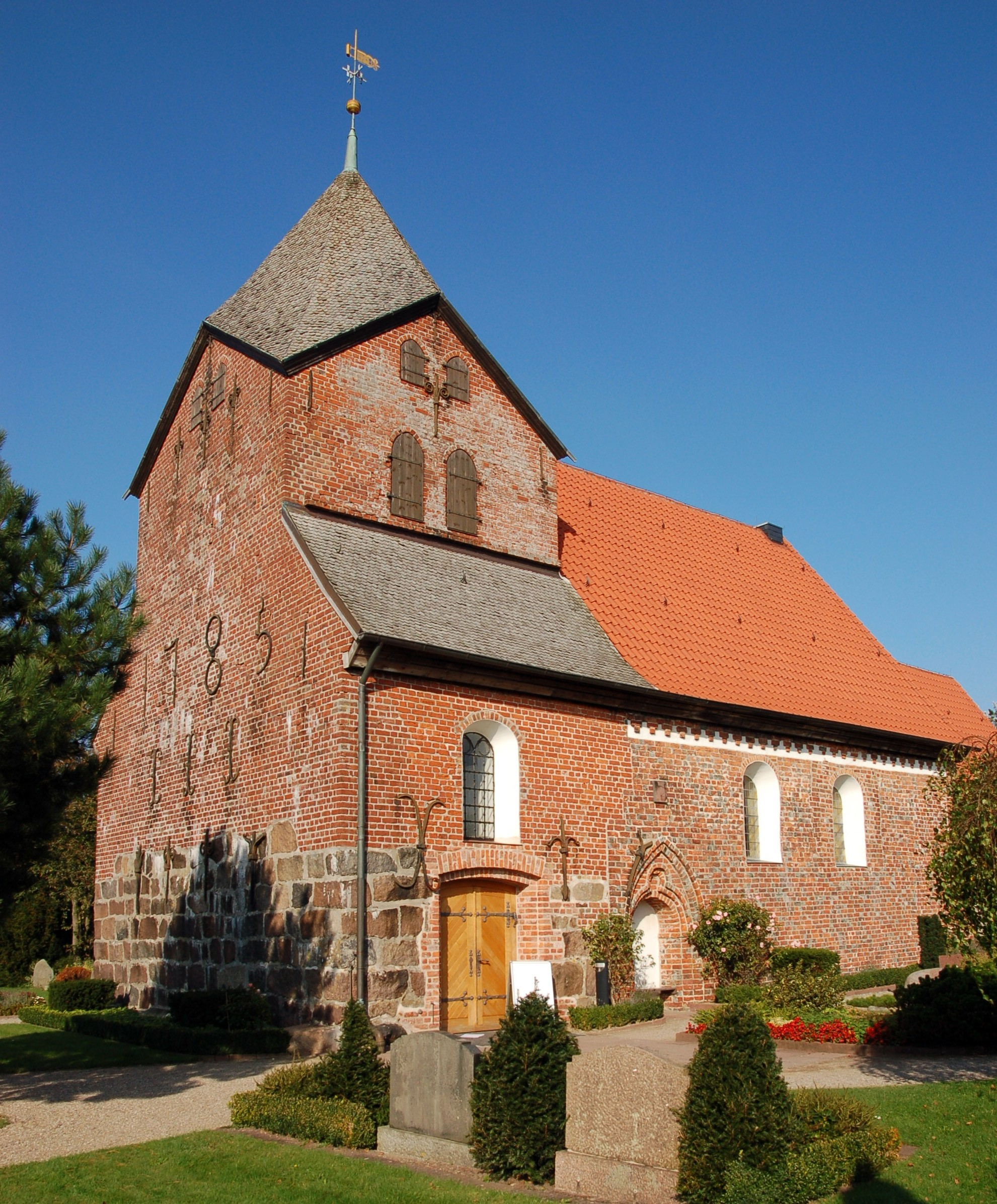
Das Kirchlein am Meer

Schobüll ist ein Kirchdorf und wurde um 1200 erstmals erwähnt. Der Name leitet sich von Soubu oder Skovby ab und bedeutet Walddorf (dänisch skov ≈ Wald). Nach dem Abholzen des Waldbestandes im Mittelalter entstand eine Heidelandschaft. Anfang des 20. Jahrhunderts wurde mit der Wiederaufforstung begonnen. Seit 1954 ist dieser Wald ein Teil des Landschaftsschutzgebiets Schobüller Berg. 1974 wurde der Schobüller Wald durch eine schleswig-holsteinische Landesverordnung außerdem zum Erholungswald erklärt.
Über die Geschichte der Kirche, des sogenannten Kirchleins am Meer, ist nur wenig bekannt; es wird jedoch angenommen, dass sie im 13. Jahrhundert gegründet wurde. Die Kirche steht am „Schobüller Berg“, mit 31 Metern ü. NN einem der höchsten Punkte der schleswig-holsteinischen Nordseeküste, und diente lange als Seezeichen für nach Husum einfahrende Schiffe. Das heutige Kirchenschiff wurde um 1600 errichtet. Nachdem der Turm 1780 einstürzte, erhielt die Kirche einen neuen Turm, der niedriger und damit den Windverhältnissen an der Küste besser angepasst ist.
Nach der Annexion Schleswig-Holsteins durch Preußen im Jahr 1867 wurde aus dem Gebiet des Kirchspiels Schobüll eine Kirchspielslandgemeinde gebildet. Sie umfasste die vier Dorfschaften Halebüll, Hockensbüll, Lund und Schobüll. Am 1. Dezember 1934 wurde die Kirchspielslandgemeinde Schobüll aufgelöst und in die neue Gemeinde Schobüll überführt.
Schobüll wurde zum 1. Januar 2007 in die Stadt Husum eingemeindet.

## Wirtschaft und Infrastruktur
Traditionell waren die Bewohner des Orts in der Landwirtschaft, der Krabbenfischerei und in der Landgewinnung beschäftigt. Heute überwiegt durch die Nähe zu Husum nicht nur die Wohnnutzung; auch der Tourismus ist eine wichtige Einnahmequelle.

### Ansässige Unternehmen
Die bedeutendsten Betriebe im Ortsteil sind eine STAR-Tankstelle, ein selbständiger Einzelhändler des Lebensmittel-Einzelhandel (nah&frisch) und eine Gärtnerei mit angeschlossenem Gemüsehandel. Der Campingplatz wurde 2022 dauerhaft geschlossen.

### Verkehr
Der Ortsteil wird von der schleswig-holsteinischen Landesstraße 30 durchquert. Sie bindet die linienförmig angeordneten benachbarten Ortsteile und Schobüll nach Husum an und führt in Richtung Nordwesten weiter nach Nordstrand. Die Bundesstraße 5 verläuft weiter östlich durch Hattstedt.
Im ÖPNV ist Schobüll ins Stadtbusnetz HusumBus des Unternehmens Autokraft einbezogen. Die Linie 6 verkehrt aktuell im Stundentakt von/zur Haltestelle Husum (Nordsee), ZOB über Schobüll und Hattstedt.
Schobüll ist auch an das ausgeschilderte Radverkehrsnetz des Kreises Nordfriesland eingebunden. Der Fernradweg Nordseeküsten-Route (EV12) führt durch den Husumer Ortsteil.

## Persönlichkeiten
- Ingwer Paulsen (1883–1943), Grafiker und Maler, lebte im Ortsteil Halebüll
- Helmut Sethe (1929–1983), Journalist